# Merrick (Schottland)
Der Merrick (im Englischen oft als The Merrick bezeichnet) ist ein als Corbett und Marilyn eingestufter, 843 m (2.766 ft) hoher Berg in Schottland. Sein gälischer Name A’ Mhearag ist wahrscheinlich von dem Wort meurach abgeleitet, das in etwa mit „verzweigt“ oder „verteilt“ übersetzt werden kann. Zurückzuführen ist der Name wohl auf die Gestalt des Berges mit seinen fünf sich vom Gipfel aus verzweigenden Graten. Er liegt in der Council Area Dumfries and Galloway im Süden Schottlands in den Galloway Hills und ist der höchste Berg in den Southern Uplands. Der Bereich rund um den Merrick gehört zum Galloway Forest Park, dem ersten Lichtschutzgebiet in Großbritannien. 
Zusammen mit weiteren vier Gipfeln bildet der Merrick eine kleine, auch als Range of the Awful Hand bezeichnete Berggruppe. Der Name ist darauf zurückzuführen, dass die Hauptgrate in etwa in Form der Finger einer nach Westen zeigenden Hand verlaufen, wobei der Hauptgrat des Merrick den Zeigefinger und der zu seinem Vorgipfel Benyellary führende Grat den Daumen bilden. Der höchste Punkt des Merrick liegt im Osten seines breiten Massivs, seit 1936 befindet sich dort eine trigonometrische Säule. Vom Gipfel aus erstreckt sich der breite Hauptgrat nach Westen, wo er im etwa 420 m hohen Sattel ausläuft, der den Merrick vom Vorgipfel Kirriemore Hill mit 457 m Höhe trennt. Auf der Nordseite fällt der Grat steil und felsig ab, während die Südseite deutlich flacher ist. Nach Südwesten führt der Grat Neive of the spit zum 719 m hohen Vorgipfel Benyellary, nach Südosten der Grat Rig of the Gloon. Im Osten führt der wenig auffällige Redstone Rig bis an das Ufer von Loch Enoch, das den Merrick von den östlich liegenden Dungeon Hills und den Rhinns of Kells trennt. In der Südostflanke dieses Grats befindet sich der Grey man of Merrick, eine Felsformation, die an die Silhouette eines Männergesichts erinnert. Nach Norden führt ein Grat zum kleinen, 783 m hohen Vorgipfel Little Spear und weiter über einen knapp 640 m hohen Sattel zum benachbarten, 786 m hohem Kirriereoch Hill. Geologisch besteht der Merrick aus 450 Millionen Jahre alter Grauwacke aus dem Ordovizium, die durch emporsteigendes Magma verhärtet wurde. Unterhalb des Gipfelbereichs finden sich einzelne Granitblöcke.

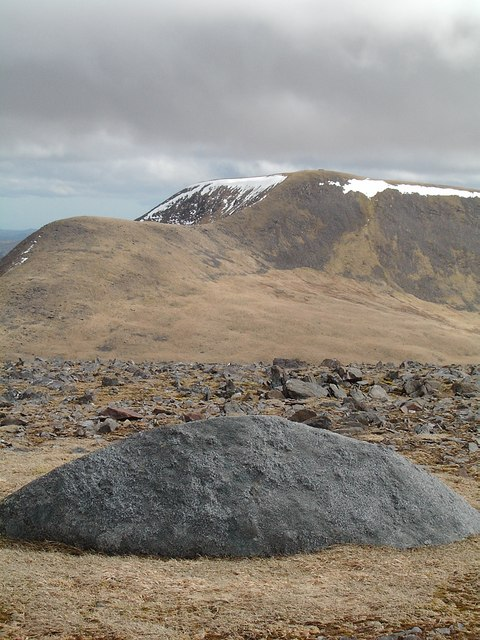
Blick vom Kirriereoch Hill in Richtung Süden zum Merrick
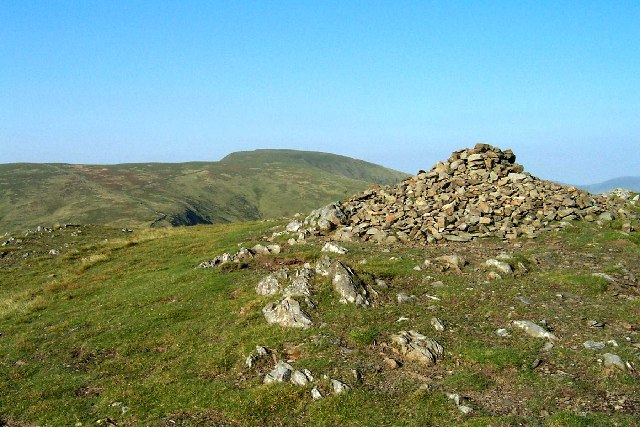
Der Gipfelcairn des südwestlich liegenden Vorgipfels Benyellary, im Hintergrund der Merrick
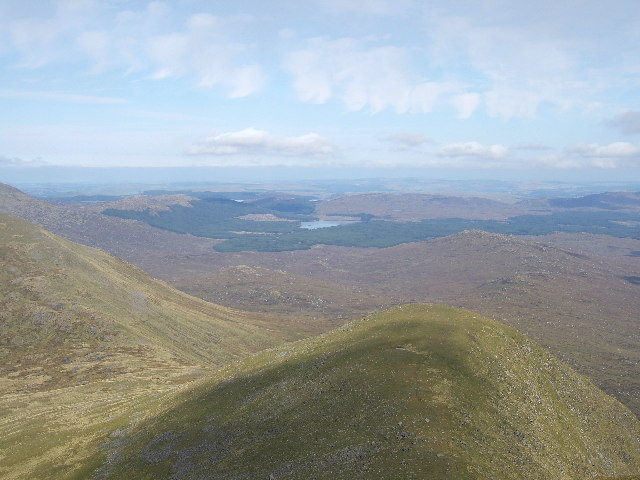
Blick vom Gipfel nach Norden über den Vorgipfel Little Spear
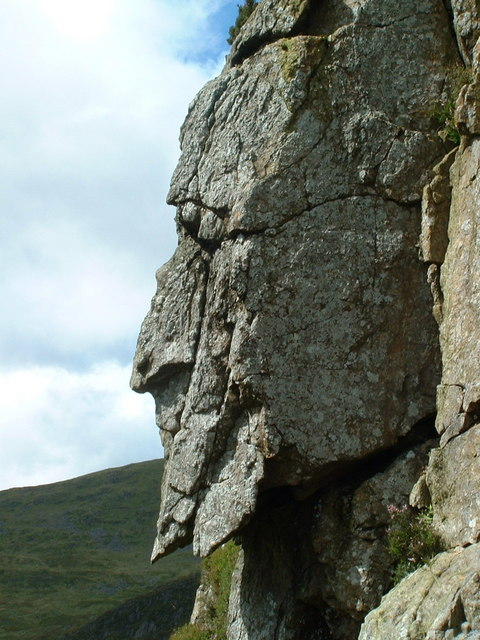
Der Grey man of Merrick auf der Südostseite des Berges
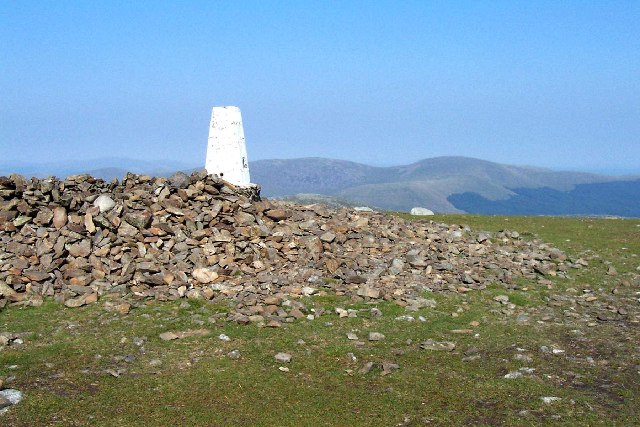
Der Gipfel des Merrick mit der trigonometrischen Säule

Eine Besteigung des Merrick ist von verschiedenen Seiten aus möglich. Meistfrequentiert ist der Zustieg aus dem südlich liegenden Glen Trool. Vom Ende der Fahrstraße oberhalb des Nordufers von Loch Trool führt ein Wanderweg zunächst im Tal des Buchan Burn nach Norden, dann über seinen Südgrat zum Vorgipfel Benyellary. Von diesem aus ist der Gipfel über den Neive of the spit und den Ostteil des Hauptgrats zu erreichen. Alternativ ist auch ein Zustieg über den Redstone Rig aus Richtung Osten möglich, Ausgangspunkt ist ebenfalls Glen Trool. Zustiege aus den anderen Himmelsrichtungen erfordern deutlich längere Anmärsche.